# 日斯坦蛛
日斯坦蛛（学名：Stemmops nipponicus）为球蛛科斯坦蛛属的动物。分布于日本以及中国大陆的河北、浙江等地，多生活于菜地的地面或植株下部以及落叶层中。该物种的模式产地在日本。